# Звездоликий (кантата)
«Звездоликий» — кантата Игоря Стравинского для мужского хора и оркестра на стихи Константина Бальмонта. Считается одним из самых загадочных и редко исполняемых сочинений Стравинского.
Работа над кантатой шла в 1911—1912 годах. Написана в период трёх знаменитых «русских» балетов — «Жар-птицы», «Петрушки» и «Весны Священной». В качестве литературного источника композитор использовал символистское стихотворение Константина Бальмонта. Посвящена Клоду Дебюсси, с которым молодой Стравинский познакомился в Париже в 1910 году. Первое исполнение ― 19 апреля 1939, Брюссель, под управлением Франца Андре.

## Текст кантаты
Лицо его было как солнце — в тот час, когда солнце в зените,

Глаза его были как звезды — пред тем, как сорваться с небес,

И краски из радуг служили как ткани, узоры и нити

Для пышных его одеяний, в которых он снова воскрес.

Кругом него рдянились громы в обрывных разгневанных тучах

И семь золотых семизвездии, как свечи, горели пред ним,

И гроздья пылающих молний цветами раскрылись на кручах,

«Храните ли Слово?» — он молвил, мы крикнули с воплем: «Храним».

«Я первый, — он рек, — и последний», — и гулко ответили громы.

«Час жатвы, — сказал Звездоликий. — Серпы приготовьте. Аминь».

Мы верной толпою восстали, на небе алели изломы,

И семь золотых семизвездий вели нас к пределам пустынь.

<1907>

## Записи
- Симфонический оркестр Канадского радио. Дирижёр Игорь Стравинский. Запись — 29 ноября 1962 г., Торонто
- Бостонский симфонический оркестр, Майкл Тилсон Томас (дирижер). 1972 — New England Conservatory Chorus
- BBC Singers London 1981. Дирижёр Геннадий Рождественский
- Симфонический оркестр Берлинского радио (RSB). Рикардо Шайи (дирижер). Radio-Symphonie-Orchester Berlin und Chor, conductor Riccardo Chailly. Recorded at Jesus Christus Kirche, Berlin, February 1984.
- Cleveland Orchestra — Cleveland Orchestra Chorus (Chorus Master : Gareth Morrell), 1996. Дирижёр Пьер Булез